# Marcel Loche
Marcel Loche (Marcel Paul Eugène Loche) est un acteur français, né à Dreux (Eure-et-Loir) le 8 septembre 1886, mort à Paris (19e), le 17 mars 1970.

## Biographie
Fils d'Eugène Loche, maréchal-ferrant à Dreux et de Marthe Louise Massot, ouvrière en robes.

### Vie privée
Il épouse à  Paris 19e arrondissement le 22 avril 1943, Georgette Louise Kornprobst.

## Filmographie
- 1931 : Une nuit à l'hôtel de Léo Mittler
- 1936 : Bach détective de René Pujol - Le domestique de Dora
- 1938 : Chipée de Roger Goupillières
- 1938 : La Vierge folle de Henri Diamant-Berger
- 1938 : La Goualeuse de Fernand Rivers - Un policier
- 1939 : Paradis perdu de Abel Gance
- 1942 : Les affaires sont les affaires de Jean Dréville
- 1942 : La Grande Marnière de Jean de Marguenat - Le paysan
- 1943 : Bonsoir mesdames, bonsoir messieurs de Roland Tual - Le portier
- 1945 : La Femme fatale de Jean Boyer
- 1945 : L'Insaisissable Frédéric de Richard Pottier
- 1946 : Les gosses mènent l'enquête de Maurice Labro
- 1946 : Pas un mot à la reine mère de Maurice Cloche - Le directeur de l'hôtel
- 1947 : Miroir de Raymond Lamy
- 1947 : Carré de valets de André Berthomieu
- 1947 : Mademoiselle s'amuse de Jean Boyer - Le garçon
- 1948 : L'Armoire volante de Carlo Rim - M. Cornu
- 1948 : Cinq tulipes rouges de Jean Stelli
- 1948 : D'homme à hommes de Christian-Jaque
- 1948 : Entre onze heures et minuit de Henri Decoin
- 1948 : Trois Garçons, une fille de Maurice Labro - L'huissier
- 1948 : Une femme par jour de Jean Boyer - Le portier
- 1948 : La Veuve et l'Innocent de André Cerf
- 1949 : La Femme nue de André Berthomieu - Le portier
- 1949 : L'Héroïque Monsieur Boniface de Maurice Labro - Le logeur
- 1950 : Les Anciens de Saint-Loup de Georges Lampin - Le contrôleur
- 1950 : Méfiez-vous des blondes de André Hunebelle - Le capitaine des pompiers
- 1950 : Le Roi du bla bla bla de Maurice Labro - Un domestique
- 1950 : Le Rosier de Madame Husson de Jean Boyer - Un conseiller communal
- 1950 : Sous le ciel de Paris de Julien Duvivier - Un examinateur
- 1950 : Le Tampon du capiston de Maurice Labro - Le valet
- 1950 : Topaze de Marcel Pagnol - Un domestique
- 1950 : Trois Télégrammes de Henri Decoin - Le boucher
- 1952 : Cent francs par seconde de Jean Boyer
- 1952 : Quitte ou double de Robert Vernay
- 1953 : La Route Napoléon de Jean Delannoy - Un habitant
- 1954 : Le Comte de Monte-Cristo de Robert Vernay - L'huissier à la chambre des pairs - Film tourné en deux époques -
- 1954 : Leguignon guérisseur de Maurice Labro
- 1954 : Le Mouton à cinq pattes de Henri Verneuil
- 1954 : Nana de Christian-Jaque
- 1954 : Interdit de séjour de Maurice de Canonge - Un garçon
- 1954 : Les Intrigantes de Henri Decoin - Le chauffeur
- 1954 : Le Rouge et le Noir de Claude Autant-Lara
- 1955 : Frou Frou de Augusto Genina
- 1955 : Les deux font la paire d'André Berthomieu  - Le greffier
- 1955 : Vous pigez ? de Pierre Chevalier
- 1956 : En effeuillant la marguerite de Marc Allégret
- 1956 : L'Homme à l'imperméable de Julien Duvivier - Un passant
- 1956 : La Joyeuse Prison de André Berthomieu
- 1956 : Les Lumières du soir de Robert Vernay
- 1956 : Mademoiselle et son gang de Jean Boyer - Un patron de bistrot
- 1957 : Fumée blonde de Robert Vernay
- 1957 : Le Septième Ciel de Raymond Bernard
- 1957 : Le Temps des œufs durs de Norbert Carbonnaux - Le gardien de prison
- 1958 : La Femme et le Pantin de Julien Duvivier
- 1958 : Pourquoi viens-tu si tard ? de Henri Decoin
- 1959 : Rue des prairies de Denys de La Patellière - Un consommateur
- 1960 : Préméditation de André Berthomieu
- 1960 : L'Ours de Edmond Séchan - Le vieux gardien barbu
- 1960 : Les Tortillards de Jean Bastia
- 1960 : La Vérité de Henri-Georges Clouzot
- 1960 : Vive Henri IV, vive l'amour de Claude Autant-Lara
- 1961 : Le Rendez-vous de Jean Delannoy
- 1961 : Un cheval pour deux de Jean-Marc Thibault
- 1962 : Clémentine chérie de Pierre Chevalier
- 1963 : L'Honorable Stanislas, agent secret de Jean-Charles Dudrumet